# Stazione di San Marzanotto Rivi
La stazione di San Marzanotto Rivi era una fermata ferroviaria della ferrovia Asti-Genova a servizio della frazione San Marzanotto. L'impianto era sito in località Rivi, in una zona agricola piuttosto isolata: questo ne ha condizionato l'abbandono sin dagli anni '70 del XX secolo.

## Storia
La stazione di San Marzanotto Rivi venne attivata il 18 giugno 1893, all'apertura del tronco da Asti a Ovada della ferrovia Asti-Genova.
Successivamente venne trasformata in fermata.

## Strutture ed impianti
La fermata disponeva del solo binario di corsa della linea, cui era affiancata una banchina in terra battuta per l'imbarco dei passeggeri.
Erano presenti tre strutture: il fabbricato viaggiatori, un piccolo magazzino merci e una struttura a pianta quadrata che ospitava i servizi igienici. Tutte e tre le strutture appaiono, all'inizio degli anni '10 del XXI secolo, in avanzato stato di incuria a causa dell'assenza di manutenzione e dell'abbandono che li ha interessati dalla dismissione dell'impianto avvenuta negli anni '70 del XX secolo. Tutte e tre infatti risultano pericolanti e inagibili considerato il crollo di ampie superfici dei tetti che le rivestivano.